# Pachymerium zelandicum
Pachymerium zelandicum är en mångfotingart som beskrevs av Carl Graf Attems 1947. Pachymerium zelandicum ingår i släktet Pachymerium och familjen storjordkrypare. Inga underarter finns listade i Catalogue of Life.